# Pristimantis luscombei
Pristimantis luscombei es una especie de anfibio anuro de la familia Craugastoridae.

## Distribución
Esta especie habita en:
- Ecuador en las provincias de Orellana y Pastaza;
- Perú en las regiones de Loreto y Amazonas;
- Brasil en Acre en Cruzeiro do Sul.[4]

## Descripción
Los machos miden de 17.7 a 21.3 mm y las hembras de 23.1 a 27.9 mm.

## Etimología
Esta especie lleva el nombre en honor a Bruce Anthony Luscombe, presidente de la Asociación de Ecología y Conservación (ECCO).

## Publicación original
- Duellman & Mendelson, 1995 : Amphibians and reptiles from northern Departamento Loreto, Peru: taxonomy and biogeography. University of Kansas Science Bulletin, vol. 55, n.º 10, p. 329-376[5]